# Acritoptila
Acritoptila is een geslacht van schietmotten uit de familie Hydroptilidae.

## Soorten
Deze lijst van 12 stuks is mogelijk niet compleet.
- A. amphapsis RW Kelley, 1989
- A. capistra A Wells, 1990
- A. crinita RW Kelley, 1989
- A. chiasma RW Kelley, 1989
- A. disjuncta RW Kelley, 1989
- A. globosa A Wells, 1982
- A. glossocercus RW Kelley, 1989
- A. hamatus A Wells, 1982
- A. margaretae A Wells, 1982
- A. ouenghica A Wells, 1995
- A. pearsoni A Wells, 1990
- A. planichela RW Kelley, 1989